# Healesville
Healesville – miasto w Australii, w stanie Wiktoria.